# Kazimierz Wiłkomirski
Kazimierz Wiłkomirski (ur. 1 września 1900 w Moskwie, zm. 7 marca 1995 w Warszawie) – polski wiolonczelista, kompozytor, dyrygent i pedagog.

## Życiorys
Urodził się w rodzinie Alfreda (1873–1950), skrzypka, dyrygenta, profesora Konserwatorium w Łodzi, i Anieli z domu Kułassowskiej (1880–1921). Brat Marii (1904–1995), pianistki i pedagoga, i Michała (1902–1988), skrzypka, wykładowcy na uniwersytetach w Chicago i Houston. Przyrodni brat Wandy, skrzypaczki i pedagoga, i Józefa (1926– 2020), dyrygenta, wiolonczelisty i kompozytora.

### Edukacja
Mając 8 lat rozpoczął naukę gry na wiolonczeli u Michaiła Bukinika i po roku został jego uczniem w Konserwatorium Ludowym w Moskwie. W latach 1911–1917 studiował w Konserwatorium Moskiewskim u Alfreda von Glehna i Michaiła Ippolitowa-Iwanowa. Prywatnie uczył się kompozycji u Bolesława Jaworskiego. 
W latach 1919–1923 studiował w Konserwatorium w Warszawie u Romana Statkowskiego (kompozycję) i Emila Młynarskiego (dyrygenturę), uzyskując dyplom z wyróżnieniem. W 1934, jako stypendysta Funduszu Kultury Narodowej, uzupełniał studia dyrygenckie u Hermanna Scherchena w Szwajcarii.

### Kariera
Jako 11-letni chłopiec zaczął uprawiać kameralistykę z bratem Michałem (skrzypce) i siostrą Marią (fortepian). Pierwszy koncert Tria Wiłkomirskich odbył się 1913 w Bogorodsku, w 1915 Trio debiutowało w Moskwie, a w 1919 w Warszawie. W latach 1919–1921 był wiolonczelistą w orkiestrze Opery Warszawskiej, następnie w latach 1926–1934 pierwszym wiolonczelistą Filharmonii Warszawskiej, a od 1927 także jej dyrygentem. 
W czasie II wojny światowej przebywał w Warszawie. W latach 1939–1941 grał w orkiestrze Adama Dołżyckiego w kawiarni Lardellego. Uprawiał kameralistykę, występując m.in. w kawiarni Bolesława Woytowicza z kwartecie smyczkowym Eugenii Umińskiej (z Romanem Padlewskim i Henrykiem Trzonkiem) oraz kwartetem Ireny Dubiskiej (z Padlewskim i Mieczysławem Szaleskim). 21 maja 1943 jako członek Kwartetu Umińskiej uczestniczył w prawykonaniu II Kwartetu Smyczkowego Grażyny Bacewicz, w „Salonie Sztuki” Woytowicza przy Nowym Świecie 27 w Warszawie. Jeszcze wcześniej w tym samym miejscu i składzie odbyło się prawykonanie II Kwartetu Padlewskiego. Jako solista i kameralista wystąpił w około 500 koncertach. 
Jako dyrygent Wiłkomirski zadebiutował 20 lutego 1927 koncertem w Filharmonii Warszawskiej, w programie którego znalazły się: uwertura-fantazja Romeo i Julia oraz Wariacje na temat rokoko Piotra Czajkowskiego, koncert fortepianowy Aleksandra Skriabina oraz Kaprys hiszpański Nikołaja Rimskiego-Korsakowa. Poza Polską występował w Rumunii, Niemczech i na Łotwie, a po 1945 w Związku Radzieckim, Czechosłowacji, Niemczech, Bułgarii, Izraelu i na Kubie. 
Jako dyrygent operowy wystąpił po raz pierwszy w marcu 1933 w Operze Warszawskiej (Borys Godunow Modesta Musorgskiego). W latach 1947–1949 był kierownikiem artystycznym, a następnie (do 1952) dyrygentem Opery i Filharmonii we Wrocławiu, w 1952–1954 kierownikiem artystycznym Filharmonii Bałtyckiej w Gdańsku, a od stycznia 1953 kierownikiem Studia Operowego w Gdańsku, przekształconego wkrótce w Operę Bałtycką, w której w latach 1955–1957 działał jako dyrygent. W 1957 wrócił do Opery Wrocławskiej jako dyrygent (do wiosny 1960), kierownik artystyczny (do grudnia 1960) i ponownie dyrygent (do 1963). Występował także w teatrach zagranicznych, m.in. w Bratysławie, Budapeszcie, Dreźnie, Klużu-Napoce, Schwerinie. 
Był jurorem wielu międzynarodowych konkursów muzycznych, m.in. w Pradze, Moskwie, Budapeszcie, Monachium. W 1974 przewodniczył jury ogólnopolskiego konkursu dyrygenckiego w Katowicach. Po raz ostatni wystąpił jako wiolonczelista 1983 w Sopocie, a jako dyrygent 1986 we Wrocławiu.

### Działalność pedagogiczna

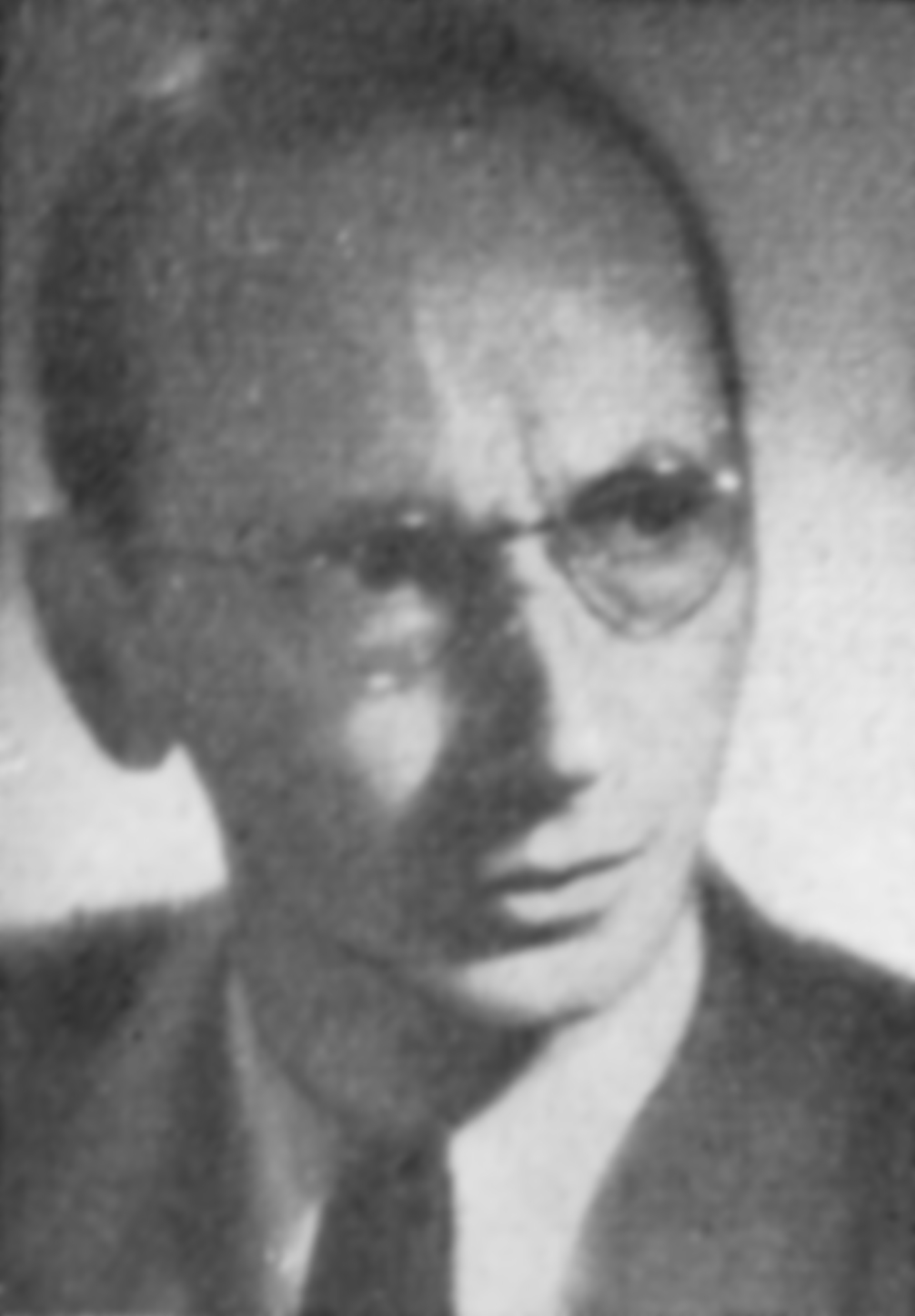
Kazimierz Wiłkomirski (przed 1952)

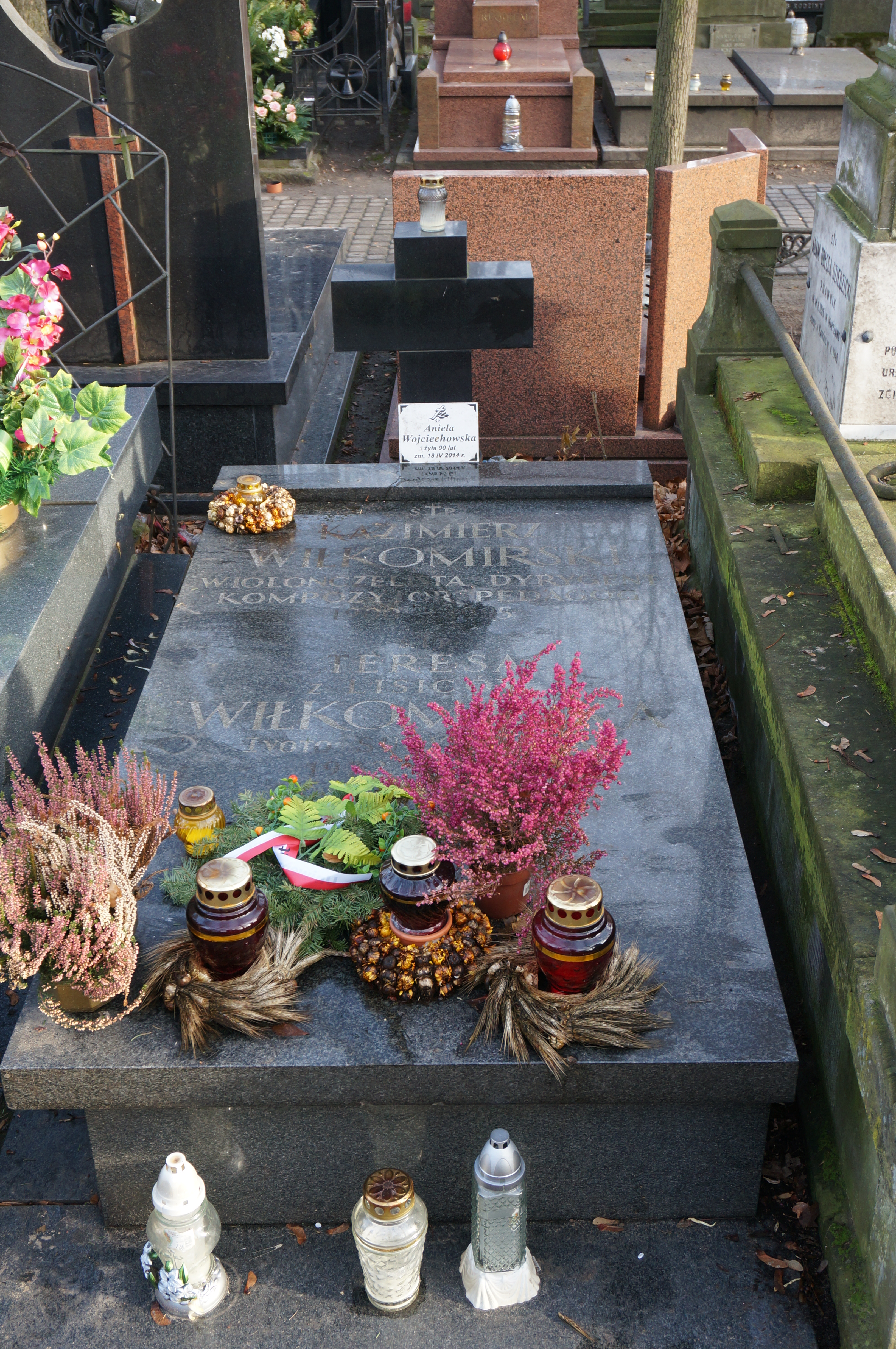
Grób Kazimierza Wiłkomirskiego na cmentarzu Powązkowskim

W latach 1917–1919 uczył w szkole muzycznej w Batumi na Kaukazie. Następnie w latach 1921–1925 uczył w szkole Towarzystwa Muzycznego w Kaliszu gry na wiolonczeli, zasad muzyki i harmonii, a w latach 1925–1929 prowadził klasę wiolonczeli i klasę kameralistyki. Uczył także przedmiotów teoretycznych w Konserwatorium Heleny Kijeńskiej-Dobkiewiczowej w Łodzi.
W 1929 przeniósł się do Warszawy, gdzie do 1934 uczył w prywatnej szkole muzycznej im. Mieczysława Karłowicza (chór, orkiestra, klasa kameralistyki), a od 1932 prowadził także klasę wiolonczeli i zespołów kameralnych w Państwowym Konserwatorium Muzycznym. W latach 1934–1939 był dyrektorem i profesorem w Polskim Konserwatorium Muzycznym Macierzy Szkolnej w Gdańsku.
Po wojnie poświęcił się głównie pracy pedagogicznej. Był rektorem i profesorem PWSM w Łodzi (1945–1947), wykładał w PWSM we Wrocławiu (1948–1952 i 1958–1964), w PWSM w Poznaniu (1950–1951) i w PWSM w Sopocie (1952–1957). Od października 1963 wykładał w PWSM w Warszawie, gdzie w 1966 uzyskał tytuł profesora zwyczajnego, a po przejściu na emeryturę (w 1970) kontynuował pracę pedagogiczną do 1981. 
Prowadził wiolonczelowe kursy mistrzowskie w Łańcucie (1975–1984), Baden-Baden (1982) i w Hochschule für Musik w Hanowerze (1983). Oprócz klas wiolonczelowych prowadził w Łodzi i we Wrocławiu klasę dyrygentury, w Gdańsku i Warszawie klasę muzyki kameralnej, w Warszawie także orkiestrę studencką. Jego uczniami są m.in. wiolonczeliści G. Banaś, Cecylia Barczyk, Roman Suchecki, Jerzy Węsławski, Marian Wasiółka, Monika Szczudłowska, Bożena Zaborowska oraz dyrygenci – Jan Krenz, Józef Wiłkomirski i Antoni Wicherek.
Dwukrotnie żonaty. Po raz pierwszy, 4 lutego 1923 ożenił się z Marią Bronisławą z domu Fryde (zm. 1963), z którą miał córkę Anielę po mężu Wojciechowską (1924–2014), plastyczkę-scenografa. Od 22 grudnia 1974 jego żoną była Teresa z Lisiców (1922–2014). 
Zmarł w Warszawie. Pochowany wraz z drugą żoną na cmentarzu Powązkowskim (kwatera 2-2-10).

## Ordery i odznaczenia
- Order Sztandaru Pracy I klasy (1980)
- Order Sztandaru Pracy II klasy (22 lipca 1949)[11]
- Krzyż Komandorski Orderu Odrodzenia Polski (1969)
- Krzyż Oficerski Orderu Odrodzenia Polski (14 grudnia 1955)[12]
- Złoty Krzyż Zasługi (dwukrotnie: 11 listopada 1937[13], 22 lipca 1952[14])
- Medal 40-lecia Polski Ludowej (1984)[15]
- Medal 10-lecia Polski Ludowej (25 marca 1955)[16]
- Medal Komisji Edukacji Narodowej
- Odznaka „Za zasługi dla Województwa Kaliskiego” (1977)
- Medal 800-lecia Kalisza (1989)

## Nagrody
- Nagroda Ministra Kultury i Sztuki I stopnia (1964, 1967, 1980)

## Spuścizna
Zapisał się w historii muzyki polskiej XX w. jako wybitny wiolonczelista, kameralista, dyrygent, pedagog, kompozytor, pisarz i organizator życia muzycznego. Obok repertuaru klasycznego wprowadzał na estradę utwory kompozytorów współczesnych, m.in. koncerty wiolonczelowe Jana Adama Maklakiewicza i Arthura Honeggera, utwory Igora Strawinskiego, Siergieja Prokofjewa, Eugeniusz Morawskiego, Karola Szymanowskiego. Po wojnie umieszczał w programach m.in. kompozycje Mieczysława Karłowicza, Ludomira Różyckiego, Emila Młynarskiego, opery Władysława Żeleńskiego i Ignacego Jana Paderewskiego. 
Dla kameralistyki polskiej zasłużył się jako twórca i lider Tria Wiłkomirskich. Twórczość kompozytorska Wiłkomirskiego nie wykracza poza styl neoromantyczny, a jej uwieńczeniem jest Symfonia koncertująca (1950) i Kantata o św. Jacku (1957).

## Upamiętnienie
Kazimierz Wiłkomirski jest patronem Towarzystwa Muzycznego w Starych Babicach pod Warszawą, a także Zespołu Państwowych Szkół Muzycznych w Elblągu. Jego imieniem nazwano też ulice w Gdańsku i Kępnie.
Od 1991 co dwa lata odbywa się w Poznaniu Młodzieżowy Międzynarodowy Konkurs Wiolonczelowy im. Kazimierza Wiłkomirskiego. Jego organizatorami są Poznańska Ogólnokształcąca Szkoła Muzyczna I stopnia nr 2 im. Tadeusza Szeligowskiego oraz władze miasta. Od 1994 w cyklu czteroletnim organizowany jest przez Operę i Filharmonię Podlaską Ogólnopolski Konkurs Młodych Dyrygentów im. Witolda Lutosławskiego w Białymstoku. 
W 1993 nakładem lubelskiego wydawnictwa Polihymnia ukazała się książka Kingi Strzeleckiej Życie pięknem było – rzecz o Kazimierzu Wiłkomirskim ISBN 83-7270-015-X, a w 2002 – praca zbiorowa pod redakcją Janusza Krassowskiego, wydana w zeszytach naukowych przez Akademię Muzyczną w Gdańsku, zatytułowana Gdańskie lata Kazimierza Wiłkomirskiego ISSN 0239-5444.

## Ważniejsze kompozycje
(na podstawie materiałów źródłowych)
|  | - Dwa preludia na wiolonczelę i fortepian (1918) - Scherzo na wiolonczelę i fortepian (1918) - Ballada na wiolonczelę i fortepian (1918) - Sonata na skrzypce i fortepian (1919) - Sonata na fortepian (1920) - Symfonia (1922) - Requiem na głosy solowe, chór i orkiestrę (1923) - Poemat na wiolonczelę i fortepian (1924) - Ballada na skrzypce i fortepian (1926) - Jungfrau poemat symfoniczny - recytacyjny na głos i orkiestrę (1930) - Msza na głosy solowe, chór i organy (1937) - Kwartet smyczkowy (1942) | - Aria na wiolonczelę i fortepian (1943) - Suita kaszubska na orkiestrę dętą (1946) - Prorok kantata na baryton solo i orkiestrę (1950) - Symfonia koncertująca na wiolonczelę i orkiestrę (1950) - Dwanaście etiud na wiolonczelę solo (1950) - Kantata wrocławska na sopran, chór mieszany i wielką orkiestrę symfoniczną (1951) - Cztery utwory (pedagogiczne) na wiolonczelę i fortepian (1952) - Kantata gdańska na głosy solowe, chór mieszany i orkiestrę symfoniczną (1955) - Kantata o św. Jacku na głosy solowe, chór mieszany i orkiestrę symfoniczną (1957) - Kwartet na 4 wiolonczele (1961) - Wołanie moje na głos z fortepianem (1962) |